# Lasergun
Een lasergun is een instrument dat door de politie wordt gebruikt voor snelheidscontroles. 

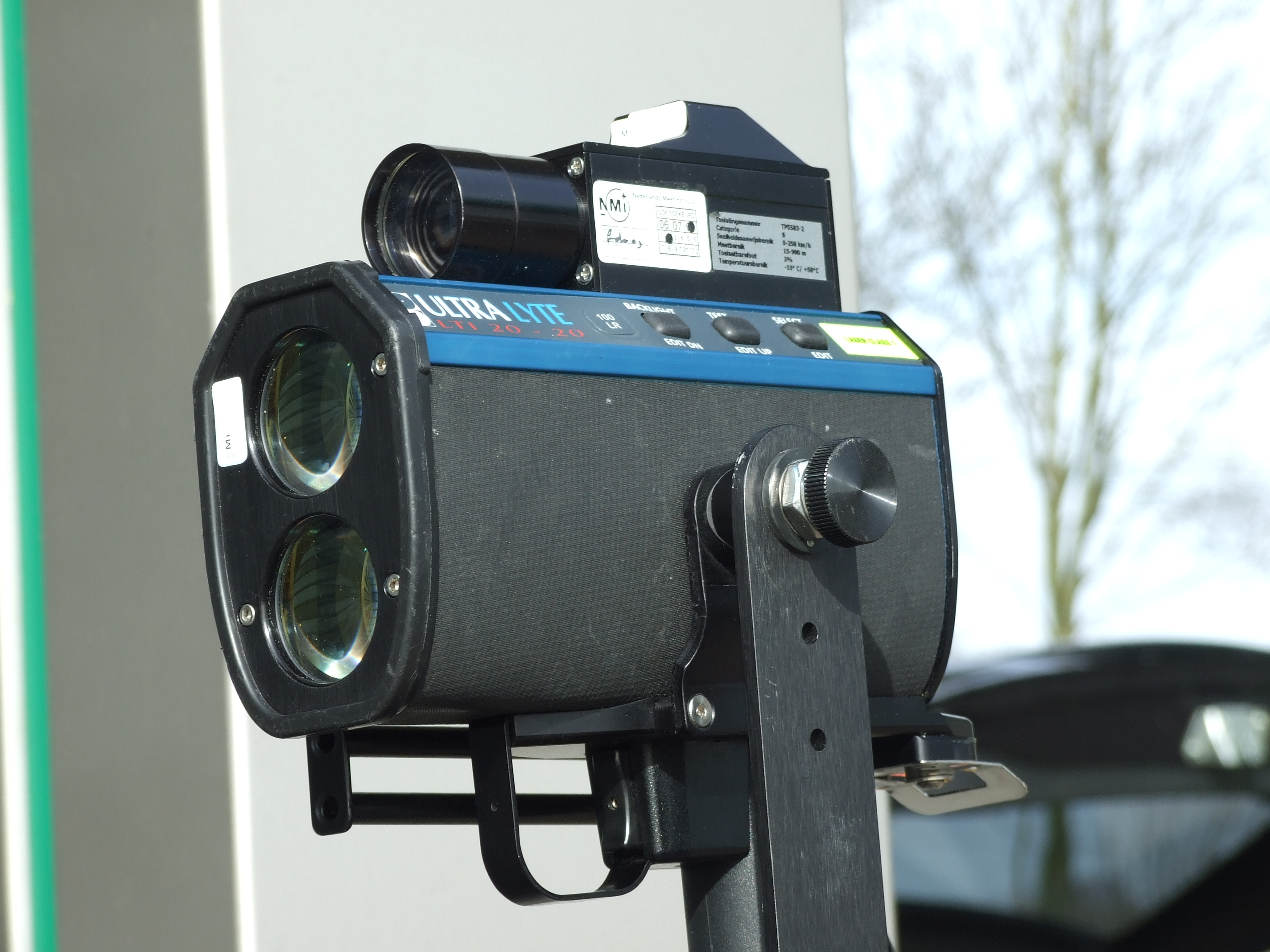
Snelheidscontrole met behulp van een lasergun

Het apparaat stuurt korte flitsen onzichtbaar infrarood licht uit, met behulp van een laser. De gebruikte golflengte is 904 nanometer. 
Een voertuig reflecteert de laserstralen. De lasergun meet de tijd die de lichtpuls er over doet om het voertuig te bereiken en weer terug te komen. Bijvoorbeeld, in een tien miljoenste seconde legt de puls 30 meter af. Daarmee kan de afstand van de lasergun tot het voertuig berekend worden. 
In ongeveer 0,3 seconde worden zo'n 100 pulsen afgegeven. Als de afstand tussen de lasergun en het voertuig in die 0,3 seconde bijvoorbeeld 6 meter groter is geworden, en de lasergun staat stil, dan reed het voertuig, omgerekend, 20 meter per seconde. Dat is 72 km/h. 
Een lasergun is nauwkeurig tot het derde cijfer achter de komma (dus in meters per uur).
Voor de politie is de lasergun voordelig omdat hij mobiel kan worden ingezet en ook gebruikt kan worden voor de snelheidsmeting van bijvoorbeeld bromfietsen. In tegenstelling tot een radarcontrole kan er met een lasergun vanaf een veel grotere afstand al gemeten worden.
De politie mag met een lasergun tot een afstand van maximaal 1000 meter snelheidsmetingen doen. Dit hangt echter wel van het type lasergun af en de bijbehorende goedkeuring van het Nederlands Meetinstituut. Zo zijn er ook laserguns die maximaal op 900 of 400 meter gebruikt mogen worden.
Het maximale snelheidsbereik van een lasergun is (ook weer typeafhankelijk) 250km/h & 320km/h. 
Laserguns gebruiken het dopplereffect om snelheidsmetingen uit te voeren.
Laserguns bezitten net als andere radartypes een radiozender en -ontvanger. Deze zenden radiogolven uit in een smalle straal en ontvangen ze terug nadat de golven teruggekaatst worden door het bewegende object waarop de lasergun gericht werd. De frequentie van de teruggezonden golven is anders dan de frequentie van de initieel weggezonden golven, dit komt door het Dopplereffect. Wanneer het object naar de lasergun toe beweegt zal de frequentie van de terugkerende golven groter zijn dan wanneer het object van de gun weg beweegt, dan is de frequentie namelijk lager. Door dit verschil kan de lasergun de snelheid van het object waarvan de golven weerkaatsten berekenen, deze snelheid is gegeven door volgende gelijkheid: 
{\displaystyle v=({\frac {\Delta f}{f}})({\frac {c}{2}})}
waarin c de lichtsnelheid is, f de uitgezonden frequentie en Δf het verschil tussen de frequenties van de uitgezonden golven en de teruggekaatste golven. Deze vergelijking geldt alleen wanneer de snelheid van het object kleiner is dan de lichtsnelheid.